# Helsinki Watch
Helsinki Watch était une ancienne ONGI dévolue au départ à la surveillance de la mise en application par l'Union soviétique de la partie relative aux droits de l'homme des accords d'Helsinki. 
Elle fut créée en 1978, et après avoir étendu ses domaines d'activités, elle devint Human Rights Watch en 1988.